# السيد مرزوق القصير
السيد مرزوق القصير (23 أكتوبر 1956 -) هو وزير الزراعة واستصلاح الأراضي المصري سابقا.

## حياته ونشأته
المؤهلات العلمية: حاصل على درجة البكالوريوس في التجارة بجامعة طنطا عام 1978، كما حصل على دبلوم الدراسات المصرفية عام 1985، بالإضافة إلى حصوله على دبلوم معهد الدراسات المصرفية التابع للبنك المركزي المصري، وعمِل محاضرًا في اتحاد المصارف العربية، والأكاديمية العربية للعلوم المالية والمصرفية.

## مسيرته
التحق بالبنك الأهلي المصري عام 1980، حيث تدرج في المناصب وأنهى مسيرة ناجحة لقرابة 5 أعوام في رئاسة بنك التنمية الصناعية والعمال المصري ابتداء من 2011.
تولى رئاسة بنك التنمية والائتمان الزراعي في إبريل 2016.
عمل على مدار 34 عاما بإدارات الائتمان والمخاطر والمشروعات الصغيرة والمتوسطة، وإدارة الديون غير المنتظمة بالبنك، إلى أن أصبح عضوا بمجلس إدارة البنك الأهلي- لندن عام 2009 لمدة 3 سنوات.
شغل منصب رئيس مجلس إدارة شركة صندوق القطاع المالي، وكان عضوًا في مجلس إدارة الشركة المصرية لإعادة التمويل العقاري، بالإضافة إلى عضوية مجلس إدارة شركة الأهلي لاستصلاح وزراعة الأراضي.